# 홍희경
홍희경(1970년 ~ )은 대한민국의 공무원이다. MBC C&I 부국장 출신으로 문화예술 관련 사업의 기획·제작·홍보 등의 분야에서 활동하다가 2019년 3월 의전비서관실 선임행정관이 되었다. 이후 2020년 10월 30일 문화체육관광부 산하 한국문화정보원 원장에 임명되었으며, 2024년 4월 17일 퇴임하였다.

## 학력
- 1988년 ~ 1992년: 서울대학교 사회학과 학사
- 1996년 ~ 1998년: 연세대학교 언론홍보대학원 방송전공 석사

## 경력
- MBC예술단 사업기획부 PD(1992)
- MBC프로덕션 이벤트 팀장(2009)
- MBC C&I 전략사업팀장/출판팀장(2011~2013)
- MBC C&I 기획팀장/제작마케팅 팀장(2014~2017)
- MBC C&I 스마트미디어팀 부국장(2018)
- 대통령비서실 의전비서관실 선임행정관(2019)
- 한국문화정보원 원장(2020~2024)